# Нітроксил
Нітроксил, також азанон — нестабільна хімічна сполука з формулою HNO. Вона є добре відомою в газовій фазі. Нітроксил може утворюватися як короткоживучий проміжний продукт у фазі розчину. Спряжена основа, NO−, нітроксид-аніон, є відновленою формою оксиду азоту (NO) і є ізоелектронною з молкулою кисню (O2). Енергія дисоціації зв’язку H−NO становить 49,5 ккал/моль (207 кДж/моль), що є надзвичайно низьким для зв’язку з атомом водню.

## Виявлення
У біологічних зразках нітроксил можна виявити за допомогою флуоресцентних датчиків, багато з яких засновані на відновленні міді (II) до міді (I) із супутнім збільшенням флуоресценції.